# Göksel
Göksel Demirpençe, meglio nota semplicemente come Göksel (Istanbul, 25 novembre 1971), è una cantante e cantautrice turca.
Nella sua carriera ha spaziato in vari generi musicali: pop, rock alternativo, jazz, elettronico, classico e folk.
Da giovane ha studiato filosofia, ma non ha completato gli studi. Ha iniziato a registrare le sue canzoni agli inizi degli anni novanta mentre è relativamente tardivo il suo debutto nella pubblicazione di un album, avvenuto nel 1997 a 26 anni con Yollar (Strade): il successo tuttavia fu immediato ed il singolo Sabır (Pazienza) fu uno dei più venduti di quell'anno.
Pubblica CD a intervalli regolari di due anni: nel 2000 ha firmato per la casa discografica Sony Music e con questa etichetta ha dato vita a Körebe, Söz ver, Arka Bahçem e Ay'da Yürüdüm, arrivato nelle sale discografiche nel 2007.
Tra i pezzi di maggior successo si ricordano Depresyondayım (Io sono depressa), Bi seni konuşurum (Solo io parlo di te), Yarabbi Şükür (Grazie Dio) e Taş Bebek (Bambola).
Partecipa a vari programmi radiofonici e ha preso parte al film Sınav (2006) con 	Jean-Claude Van Damme.